# 拉福圖納區 (巴加塞斯縣)
10°40′34″N 85°12′07″W / 10.67611°N 85.20194°W
拉福圖納區（西班牙語：La Fortuna），是哥斯達黎加的行政區，位於該國西北部瓜納卡斯特省，由巴加塞斯縣負責管轄，面積159平方公里，海拔高度430米，2013年人口2,900人，人口密度每平方公里18人。